# Sarah Gertrude Shapiro
Sarah Gertrude Shapiro, née le 19 février 1978 à Santa Barbara en Californie, est une  actrice de cinéma et de théâtre, une scénariste et une productrice américaine.

## Filmographie
| année     | titre                            | productrice                   | scénariste  | réalisatrice | actrice | notes                        |
| --------- | -------------------------------- | ----------------------------- | ----------- | ------------ | ------- | ---------------------------- |
| 2003      | High School Reunion (en)         | productrice associée          |             |              |         | série télévisée              |
| 2002-2004 | The Bachelor                     | prod. asso. (22 épisodes)     |             |              |         | série télévisée              |
| 2005      | Battlegrounds: King of the Court | productrice                   |             |              |         | série télévisée documentaire |
| 2011      | Nerds Will Rise                  |                               |             |              | Nerd    | court métrage                |
| 2012      | 2nd Best                         |                               | Oui         | Oui          |         | court métrage                |
| 2013      | Sequin Raze                      | productrice                   | Oui         | Oui          |         | court métrage                |
| 2016      | The Faith Diaries                |                               | 10 épisodes | 10 épisodes  |         | série télévisée              |
| 2015-2017 | UnREAL                           | prod. exécutive (30 épisodes) | 30 épisodes | 1 épisode    |         | série télévisée              |